# Eriorhynchus hades
Eriorhynchus hades là một loài thuộc chi Eriorhynchus.